# Xanthophyto labis
Xanthophyto labis är en tvåvingeart som först beskrevs av Daniel William Coquillett 1895.  Xanthophyto labis ingår i släktet Xanthophyto och familjen parasitflugor. Inga underarter finns listade i Catalogue of Life.